# Metastelma strictum
Metastelma strictum är en oleanderväxtart som beskrevs av Richard Spruce och Paul Erich Otto Wilhelm Knuth. Metastelma strictum ingår i släktet Metastelma och familjen oleanderväxter. Inga underarter finns listade i Catalogue of Life.